# Herian
Herian (em panjabi: ਹੇਰਿਆਂ) é uma aldeia localizada no distrito de Shaheed Bhagat Singh Nagar, no estado de Punjab, na Índia. Está localizado a 8 (5 mi) quilômetros de Dosanjh Khurd, 13 (8,1 mi) quilômetros da cidade de Nawanshahr, 6 quilômetros (3,7 mi) do distrito Shaheed Bhagat Singh Nagas e 102 quilômetros (63 mi) da capital do estado, Chandigarh. A aldeia, assim como as demais indianas, é governada por um sarpanch, eleito democraticamente pela maioria da população residente no assentamento.

## Demografia
Segundo o relatório publicado pelo Censo da Índia de 2011, a aldeia Herian é composta por um total de 212 casas e a população total é de 992 habitantes, dos quais 511 são do sexo masculino e 481, do sexo feminino. O nível de alfabetização da aldeia é 84.17% maior que a média do estado, a qual é de 75.84%.
Conforme constatação do Censo, 298 pessoas exercem seu trabalho fora da aldeia; dessas, 286 são homens e 12 são mulheres. O levantamento do governo também consta que 99.33% dos trabalhadores ocupam um serviço como trabalho formal e único, enquanto os outros 0.67% estão envolvidos em atividades marginais, trabalhando como meio de subsistência em diferentes lugares em menos de seis meses.

## Educação
Na aldeia, não há nenhuma escola, e os estudantes precisam ir a outras aldeias para estudar; muitas dessas aldeias estão distantes por dez quilômetros. Nas proximidades, destaca-se a Lovely Professional University a 33 quilômetros. Outras instituições de ensino também representam papel importante na região: Amardeep Singh Shergill Memorial College Mukandpur and Sikh National College.

## Transporte
A estação de trem mais próxima de Herian é Banga; no entanto, a estação principal, Garhshankar, está a 27 quilômetros (17 mi) de distância. O aeroporto mais perto é Sahnewal, localizado a 56 quilômetros, e o aeroporto internacional mais próximo é o Sri Guru Ram Dass Jee, a 149 quilômetros.